# Cyrtandra wagneri
Cyrtandra wagneri là một loài thực vật có hoa trong họ Tai voi. Loài này được Lorence & Perlman mô tả khoa học đầu tiên năm 2007.